# Куломбе-Фортье, Франсуа
Франсуа Куломбе-Фортье (фр. François Coulombe-Fortier, род. 15 ноября 1984) — канадский тхэквондист, участник Олимпийских игр 2012 года в составе команды Канады.

## Карьера
В 2012 году на Олимпийских играх в весовой категории свыше 80 кг победил в боях против россиянина Гаджи Умарова и уступил в четвертьфинале малийцу Даба Модибо Кейте.